# Waldemar Anton
Waldemar Anton, nato Vladimir Anton (in russo Вальдемар Антон?, "Valdemar Anton"; Olmaliq, 20 luglio 1996) è un calciatore tedesco, difensore del Borussia Dortmund e della nazionale tedesca.

## Biografia
È nato in Uzbekistan da una famiglia tedesca con discendenze russe.

## Caratteristiche tecniche
È un difensore centrale abile nei contrasti, colpi di testa, sui piazzati. Tra le sue maggiori doti ha una spiccata leadership nel guidare il reparto difensivo.

## Carriera

### Club
Hannover 96
Cresciuto nelle giovanili dell'Hannover 96, esordisce con la prima squadra il 27 febbraio 2016 nel match vinto 2-1 contro lo Stoccarda.
Segna la sua prima rete il 15 aprile, aprendo le marcature nel match vinto 2-0 contro il Borussia M'gladbach.
Stoccarda
Il 28 luglio 2020 passa allo Stoccarda per 4 milioni di euro. Diventa presto un titolare del club tedesco, scalando le gerarchie e diventandone il capitano.
Il 14 gennaio 2024 ha rinnovato il suo contratto fino al 2027, con una clausola rescissoria fissata a 22 milioni di euro.

#### Borussia Dortmund
L'8 luglio 2024 viene acquistato dal Borussia Dortmund.

### Nazionale
È stato convocato dalla nazionale under-21 tedesca per gli Europei Under-21 2017.
Il 14 marzo 2024 viene convocato per la prima volta in nazionale maggiore, con cui debutta 9 giorni dopo, al 90', nell'amichevole vinta 0-2 in casa della Francia.
Il 7 giugno 2024 viene incluso nella rosa dei 26 partecipanti agli europei.

## Statistiche

### Presenze e reti nei club
Statistiche aggiornate al 17 agosto 2024.
| Stagione         | Squadra           | Campionato       | Campionato | Campionato | Coppe nazionali | Coppe nazionali | Coppe nazionali | Coppe continentali | Coppe continentali | Coppe continentali | Altre coppe | Altre coppe | Altre coppe | Totale | Totale |
| Stagione         | Squadra           | Comp             | Pres       | Reti       | Comp            | Pres            | Reti            | Comp               | Pres               | Reti               | Comp        | Pres        | Reti        | Pres   | Reti   |
| ---------------- | ----------------- | ---------------- | ---------- | ---------- | --------------- | --------------- | --------------- | ------------------ | ------------------ | ------------------ | ----------- | ----------- | ----------- | ------ | ------ |
| 2015-2016        | Hannover 96       | BL               | 8          | 1          | CG              | 0               | 0               | -                  | -                  | -                  | -           | -           | -           | 8      | 1      |
| 2016-2017        | Hannover 96       | ZB               | 31         | 2          | CG              | 2               | 0               | -                  | -                  | -                  | -           | -           | -           | 33     | 2      |
| 2017-2018        | Hannover 96       | BL               | 27         | 2          | CG              | 2               | 0               | -                  | -                  | -                  | -           | -           | -           | 29     | 2      |
| 2018-2019        | Hannover 96       | BL               | 34         | 1          | CG              | 2               | 0               | -                  | -                  | -                  | -           | -           | -           | 36     | 1      |
| 2019-2020        | Hannover 96       | ZB               | 30         | 0          | CG              | 1               | 0               | -                  | -                  | -                  | -           | -           | -           | 31     | 0      |
| Totale Hannover  | Totale Hannover   | Totale Hannover  | 130        | 6          |                 | 7               | 0               |                    | -                  | -                  |             | -           | -           | 137    | 6      |
| 2020-2021        | Stoccarda         | BL               | 31         | 0          | CG              | 3               | 0               | -                  | -                  | -                  | -           | -           | -           | 34     | 0      |
| 2021-2022        | Stoccarda         | BL               | 29         | 2          | CG              | 1               | 0               | -                  | -                  | -                  | -           | -           | -           | 30     | 2      |
| 2022-2023        | Stoccarda         | BL               | 34+2       | 1          | CG              | 4               | 0               | -                  | -                  | -                  | -           | -           | -           | 40     | 1      |
| 2023-2024        | Stoccarda         | BL               | 23         | 0          | CG              | 4               | 1               | -                  | -                  | -                  | -           | -           | -           | 27     | 1      |
| Totale Stoccarda | Totale Stoccarda  | Totale Stoccarda | 117+2      | 3          |                 | 12              | 1               |                    | -                  | -                  |             | -           | -           | 131    | 4      |
| 2024-2025        | Borussia Dortmund | BL               | 2          | 2          | CG              | 1               | 1               | UCL                | -                  | -                  | Cmc         | -           | -           | 3      | 3      |
| Totale carriera  | Totale carriera   | Totale carriera  | 251        | 11         |                 | 20              | 2               |                    | -                  | -                  |             | -           | -           | 271    | 13     |

### Cronologia presenze e reti in nazionale
| Cronologia completa delle presenze e delle reti in nazionale ― Germania | Cronologia completa delle presenze e delle reti in nazionale ― Germania | Cronologia completa delle presenze e delle reti in nazionale ― Germania | Cronologia completa delle presenze e delle reti in nazionale ― Germania | Cronologia completa delle presenze e delle reti in nazionale ― Germania | Cronologia completa delle presenze e delle reti in nazionale ― Germania | Cronologia completa delle presenze e delle reti in nazionale ― Germania | Cronologia completa delle presenze e delle reti in nazionale ― Germania |
| Data                                                                    | Città                                                                   | In casa                                                                 | Risultato                                                               | Ospiti                                                                  | Competizione                                                            | Reti                                                                    | Note                                                                    |
| ----------------------------------------------------------------------- | ----------------------------------------------------------------------- | ----------------------------------------------------------------------- | ----------------------------------------------------------------------- | ----------------------------------------------------------------------- | ----------------------------------------------------------------------- | ----------------------------------------------------------------------- | ----------------------------------------------------------------------- |
| 23-3-2024                                                               | Lione                                                                   | Francia                                                                 | 0 – 2                                                                   | Germania                                                                | Amichevole                                                              | -                                                                       | 90’                                                                     |
| 3-6-2024                                                                | Norimberga                                                              | Germania                                                                | 0 – 0                                                                   | Ucraina                                                                 | Amichevole                                                              | -                                                                       |                                                                         |
| 29-6-2024                                                               | Dortmund                                                                | Germania                                                                | 2 – 0                                                                   | Danimarca                                                               | Euro 2024 - Ottavi di finale                                            | -                                                                       | 88’                                                                     |
| 5-7-2024                                                                | Stoccarda                                                               | Spagna                                                                  | 2 – 1 dts                                                               | Germania                                                                | Euro 2024 - Quarti di finale                                            | -                                                                       | 91’                                                                     |
| 10-9-2024                                                               | Amsterdam                                                               | Paesi Bassi                                                             | 2 – 2                                                                   | Germania                                                                | UEFA Nations League 2024-2025 - 1º turno                                | -                                                                       | 46’                                                                     |
| 11-10-2024                                                              | Zenica                                                                  | Bosnia ed Erzegovina                                                    | 1 – 2                                                                   | Germania                                                                | UEFA Nations League 2024-2025 - 1º turno                                | -                                                                       | 90+1’                                                                   |
| 14-10-2024                                                              | Monaco di Baviera                                                       | Germania                                                                | 1 – 0                                                                   | Paesi Bassi                                                             | UEFA Nations League 2024-2025 - 1º turno                                | -                                                                       | 82’ 90+3’                                                               |
| 4-6-2025                                                                | Monaco di Baviera                                                       | Germania                                                                | 1 – 2                                                                   | Portogallo                                                              | UEFA Nations League 2024-2025 - Semifinale                              | -                                                                       | 71’                                                                     |
| Totale                                                                  |                                                                         | Presenze                                                                | 8                                                                       |                                                                         | Reti                                                                    | 0                                                                       |                                                                         |

## Palmarès

### Nazionale
- Campionato d'Europa Under-21: 1

Polonia 2017